# بخش زومبا

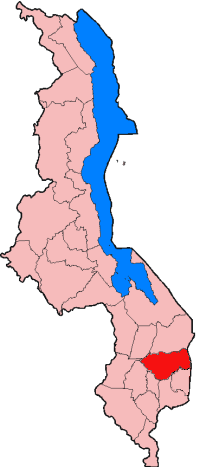
Location of Zomba District in Malawi.

بخش زومبا (انگلیسی: Zomba District) یکی از بخش‌های کشور مالاوی است.
این بخش ۲٬۵۸۰ کیلومتر مربع مساحت و ۵۴۶٬۶۶۱ نفر جمعیت دارد و مرکز آن شهر زومبا می‌باشد.